# 筒井博司
筒井 博司（つつい ひろし）は、日本のロボット工学者・生体医工学者。大阪工業大学ロボティクス＆デザイン工学部ロボット工学科元客員教授および工学部機械工学科・生体医工学科元教授。工学博士（神戸大学）。センシング技術応用研究会会長。元応用物理学会放射線分科会幹事。
専門は、ロボット工学・生体医工学、生体計測工学・センシング制御システム/MEMS技術、知的財産権。

## 略歴
1975年神戸大学大学院工学研究科計測工学専攻修士課程修了。松下電器産業（現：パナソニック）中央研究所にて、主にセンシング・医療機器の研究開発に従事。1993年博士（工学）（神戸大学）。1994年同社主席研究員を経て、2002年大阪工業大学工学部に着任、機械工学科教授。2006年同学部生体医工学科（現：生命工学科）教授。2010年同学部ロボット工学科教授。2017年大阪工業大学退官。退官後は、ロボティクス＆デザイン工学部ロボット工学科客員教授も務めた。
大阪工業大学工学部（機械工学科・生体医工学科・ロボット工学科）において、15年の長きに渡り教鞭を執り、特に2006年新設の生体医工学科（現：生命工学科）および2010年新設のロボット工学科の初期のロボット工学（特に、生体計測工学・センシング技術）の研究推進に貢献した。
主な所属学会は、日本ロボット学会、日本生体医工学会、センシング技術応用研究会、IEEE、応用物理学会、日本医学放射線学会。主な著書は、センサ材料 - 基礎と応用（共著、コロナ社2000、学術書）、健康・福祉工学ガイドブック（分担執筆、工業調査会2001、学術書）。

## 主な研究
- MEMS技術を用いたヘルスケアセンシング
- 触覚センサを有するロボットハンドを用いたブレイン・マシン・インタフェース(BMI)の研究
- 感覚情報伝達機能と柔軟指先部を備えたバイオミメティック筋電義手の開発[5]
- 培養骨格筋のバイオアクチュエータへの応用[6]
- 脳科学に基づく認知症・フレイル予防のためのロボティクス
- 放射線3次元画像撮影装置の開発

ロボット工学の対外啓蒙活動として、「微細構造デバイス研究開発フォーラムセミナー2016」での基調講演（テーマ：産業に役立つマイクロマシン ～ヒトにやさしいロボットのためのMEMSセンサー）や、市民向けに大阪市旭区主催「あさひちょこっと科学セミナー」2012での講師、尼崎市生涯学習部会研究会主催「みんなの尼崎大学」2019（テーマ：少子高齢化社会の中でロボットはどのように活躍するのか）で講師を務めている。また、中学生向けに常翔学園中学校での3Dプリンターとロボット体験の講師を務めている。